# Tempel der Schönheit
Tempel der Schönheit ist eine US-amerikanische Screwball-Komödie aus dem Jahr 1934 von Harlan Thompson mit Cary Grant und Genevieve Tobin in den Hauptrollen. Der Film wurde von Paramount Pictures produziert und basiert auf dem Bühnenstück Kozmetika von István Békeffy.

## Handlung
Der Pariser Schönheitssalon „Temple de Beauté“, geleitet von Dr. Maurice Lamar, zieht Frauen aus aller Welt an, die sich schön machen möchten. Während die Ehemänner neugierig einen Blick auf die Schönheiten werfen wollen und sich dafür als Klempner verkleiden (mit Overalls, die ihnen ein Klempner vermietet), kümmert sich Lamars Sekretärin Annie um die geschäftlichen Belange. Eine von Lamars hervorragendsten Arbeiten ist Eve Caron, deren Aussehen er grundlegend verändert hat. Eves Ehemann Marcel ist jedoch wütend auf Lamar, weil er seine Frau, die dem Schönheitswahn verfällt, kaum noch wiedererkennt.
Unterdessen bittet Max Pascal Lamar, ihm bei der Beschaffung eines wichtigen Serums zu helfen. Lamar lehnt die Bitte seines Freundes und Kollegen an der medizinischen Fakultät ab, denn er befürwortet die Heilung der „Krankheit der Hässlichkeit“. Als Evas letzte Verbände entfernt werden, küsst sie Lamar, aber er besteht darauf, dass er sie nur so lieben könne, wie Pygmalion Galatea liebte. Lamar bittet Annie in seine Wohnung, angeblich um an seinem neuen Buch zu arbeiten. Während sie Champagner schlürfen, diktiert Lamar Annie etwas und singt ihr dann etwas vor. Als Eve ihren Abend unterbricht, geht Annie unter Tränen. In der Wohnung der Carons sagt Marcel, Eve sei nicht länger seine Frau, sondern eine Werbung für Lamar, und nennt Lamar als Mitbeklagten in seiner Scheidungsklage.
Lamar und Eve reisen an die Riviera, wo Lamar ein Ehrengast der „International Beauty Conference“ ist. Da die mittlerweile geschiedene Eve von ihrem Aussehen besessen ist, kommt das Paar zu spät zum Bankett. Abends droht sie Lamar, an allen falschen Stellen Fett anzusetzen, wenn er nicht mit ihr schlafe. Lamar erklärt sich zur Hochzeit bereit, doch wird er am Vollzug der Ehe durch seine eigenen Schönheitstipps gehindert, da Eve ständig mit Ölen und Cremes bedeckt ist. Zur gleichen Zeit kommen sich Annie und Marcel näher und essen fröhlich Corned Beef und Kohl, während Lamar und Eve trockenen Toast und Salat zu sich nehmen.
Verdrossen kehrt Lamar, von Eve geschieden, allein nach Paris zurück und überdenkt seine bisherige Praxis. Da Annie abwesend ist, herrscht in seinem Schönheitssalon pures Chaos. Zum ersten Mal fordert Lamar eine potenzielle Klientin auf, genauso wie sie ist, nach Hause zu ihrem Mann zu gehen. Er informiert Max, dass er mit dem Salon aufhören wird. Eve heiratet Rolando, einen Mann, der in ihr Aussehen verliebt ist, und Annie kündigt ihren Job und erzählt Lamar, dass sie auf dem Weg ist, Marcel zu heiraten. Im Auto von Max verfolgt Lamar das Paar und beide Autos stoßen zusammen. Als Annie erkennt, dass Marcels lockiges Haar ein Toupet ist, schwört sie Lamar ihre Liebe und sie küssen sich.

## Hintergrund
Gedreht wurde der Film ab dem 3. April 1934 in den Paramount-Studios in Hollywood.
Ralph Ceder, Regisseur der Second Unit, inszenierte die Verfolgungsjagd am Ende des Films. Laut Presseberichten wurde der Film Anfang Juni 1934 in einer Preview gezeigt und danach für Neuaufnahmen und zusätzliche Szenen zurückgezogen. Laut Studioakten wurde Carole Lombard für die Rolle der Eve in Betracht gezogen.
Die in kleinen Nebenrollen eingesetzten Judith Arlen, Betty Bryson, Jean Carmen, Helen Cohan, Dorothy Drake, Jean Gale, Hazel Hayes, Ann Hovey, Lucille Lund, Lu Ann Meredith, Gigi Parrish, Jacqueline Wells und Katherine Williams waren die WAMPAS Baby Stars des Jahres 1934.
Hans Dreier und Ernst Fegté oblag die künstlerische Leitung. Travis Banton war für das Kostümbild zuständig. Jean Negulesco arbeitete als Regieassistent.

## Musik
Die im Film gespielten Songs Corn Beef and Cabaret I Love You, The Mirror Song und Love Divided by Two stammten von Ralph Rainger (Melodie) und Leo Robin (Texte).

## Veröffentlichung
Die Premiere des Films fand am 28. Juni 1934 in New York statt. In der Bundesrepublik Deutschland wurde er am 14. Januar 1984 im deutschen Fernsehen ausgestrahlt. In Österreich wurde er auch unter dem Titel Küsse und Schminke gezeigt.

## Kritiken
Der Filmkritiken-Aggregator Rotten Tomatoes hat in einer Auswertung von über 250 User-Kritiken ein Publikumsergebnis von 63 Prozent positiver Bewertungen ermittelt.
Andre Sennwald von der The New York Times befand, der Film sei ein erstklassiger Dessous-Basar und drittklassige Unterhaltung. Er stelle einen triumphalen Versuch dar, bildnerischen Reiz zu erzielen, ohne seinen frommen redaktionellen Standpunkt zur unpersönlichen Verehrung weiblicher Schönheit zu stören. Er erreiche gelegentlich eine kurzzeitig komische Episode, aber schaffe es in bemerkenswertem Maße, langweilig zu sein.
Für die Variety war der Film entweder eine Komödie mit Romanze oder eine Romanze mit einigen Gags, wobei die Gags die Romanze überragen. Einige der Gags seien Schenkelklopfer. Ein netter Film, dem jedoch die nötige Kraft zur Begeisterung fehle.
Das Lexikon des internationalen Films schrieb: „Romantische Komödie in der Tradition der "Screwball Comedies"; leidlich unterhaltsam, aber nicht sehr originell.“